# Meet the Press
Meet the Press er et ugentligt amerikansk tv-nyheds- og interviewprogram, der udsendes på NBC. Det er det længst igangværende program i tv-historien, selvom det nuværende format minder meget om debutafsnittet den 6. november 1947.